# Muhlenbergia ligularis
Muhlenbergia ligularis là một loài thực vật có hoa trong họ Hòa thảo. Loài này được (Hack.) Hitchc. mô tả khoa học đầu tiên năm 1927.